# FC Kansas City
Der FC Kansas City war ein Frauenfußballfranchise aus Kansas City. Es wurde 2012 gegründet und war eines von acht Gründungsmitgliedern der National Women’s Soccer League (NWSL), der höchsten Liga im Frauenfußball in den USA, in der es von 2013 bis 2017 spielte. Im November 2017 wurde das Franchise aufgelöst und die Lizenz an die NWSL zurückgegeben, die diese einschließlich der Spielerverträge, Draft Picks und weiterer Rechte an ein neues Franchise, den Utah Royals FC, vergab.

## Geschichte
Am 24. November 2012 wurde die Gründung einer neuen Frauenfußballprofiliga in den USA bekanntgegeben. Es wurde auch bekanntgegeben, dass ein Team aus Kansas City teilnehmen wird. Später wurde veröffentlicht, dass das Team aus Kansas City den Namen FC Kansas City tragen wird. Das Franchise trägt den Spitznamen Blues.
Das Franchise wurde von Chris Likens und seinen beiden Söhnen Brad und Greg Likens und Brian Budzinski geleitet. Der Familie Likens gehört auch die Mannschaft Missouri Comets, welche in der Major Indoor Soccer League spielen. Am 12. Dezember übernahm der ehemalige Fußballspieler und Assistenztrainer der Comets, Vlatko Andonovski, die Position des Trainers der Mannschaft.
Die erste Saison in der NWSL fand 2013 statt. Die Blues sicherten sich am Ende der Regular Season den zweiten Platz und qualifizierten sich somit für die Play-offs. Dort schied das Team allerdings im Halbfinale aus. Mit Lauren Holiday stellt der FC Kansas City die erste Torschützenkönigin der Liga. Außerdem wurde Holiday in dieser Saison noch zur wertvollsten Spielerin ernannt. Erika Tymrak wurde mit dem „Rookie of the Year“-Award ausgezeichnet und Becky Sauerbrunn zur besten Verteidigerin der Liga erklärt.
Ein Jahr später erreichte der FCKC trotz schwachem Saisonstart erneut die Playoffs und errang nach Siegen gegen den Portland Thorns FC und den Seattle Reign FC die Meisterschaft in der NWSL.
Auch in der Saison 2015 gelang mit dem dritten Platz in der regulären Saison der Einzug in die Play-offs. Dort schlug das Team zunächst die Chicago Red Stars und traf in der Neuauflage des Vorjahresfinales erneut auf den Seattle Reign FC. Auch das zweite Finale gewann Kansas durch ein Tor von Amy Rodriguez und sicherte sich damit erneut den Titel.
Das Jahr 2016 verlief weniger erfolgreich. Kansas war während der gesamten Saison im unteren Tabellendrittel zu finden und verpasste mit dem sechsten Platz nach der regulären Saison erstmals den Einzug in die Play-offs. Zum Jahreswechsel 2016/17 erwarb der Geschäftsmann Elam Baer den FC Kansas City.
Auch in der Folgesaison Jahr 2017 konnte sich Kansas City nicht für die Play-offs qualifizieren. Nach den ersten beiden Spieltagen war das Team durchgängig in der unteren Tabellenhälfte zu finden und belegte nach der regulären Saison nur den siebten Platz. Nach Saisonende erwarb die Liga die Spiellizenz vom Eigentümer Elam Baer zurück, löste das Franchise auf und vergab die Lizenz einschließlich der Spielerverträge, der Draft Picks und weiterer Rechte an ein neu gegründetes Franchise, den Utah Royals FC.

## Stadion
- Shawnee Mission District Stadium (6.150 Plätze); Overland Park, Kansas (2013)
- Stanley H. Durwood Stadium (3.200 Plätze); Kansas City, Missouri (2014)
- Swope Soccer Village (3.557 Plätze); Kansas City, Missouri (2015–2017)

Der FC Kansas City trug seine Heimspiele der Saison 2013 im Shawnee Mission District Stadium in Overland Park aus. Zur Saison 2014 zog man in das kleinere, aber zentraler gelegene Stanley H. Durwood Stadium um. Als weiterer Vorteil wurde genannt, dass das bisherige Stadion über kein reines Fußballspielfeld verfügte, sondern gleichzeitig Gridiron-Markierung aufwies. Bereits ein Jahr später erfolgte ein weiterer Umzug in den Komplex des Swope Soccer Village in Kansas City.

## Trainer
- 2013–2017: Vlatko Andonovski

## Spielerinnen und Mitarbeiter

### Kader 2017
Stand: 31. Oktober 2017
| Nr. |                    | Position | Name             |
| --- | ------------------ | -------- | ---------------- |
| 2   | Vereinigte Staaten | ST       | Shea Groom       |
| 3   | Vereinigte Staaten | AB       | Rebecca Moros    |
| 4   | Vereinigte Staaten | AB       | Becky Sauerbrunn |
| 5   | Vereinigte Staaten | AB       | Alex Arlitt      |
| 6   | Neuseeland         | AB       | Katie Bowen      |
| 7   | Vereinigte Staaten | MF       | Mandy Laddish    |
| 8   | Vereinigte Staaten | ST       | Amy Rodriguez    |
| 9   | Vereinigte Staaten | MF       | Lo’eau LaBonta   |
| 10  | Vereinigte Staaten | MF       | Yael Averbuch    |
| 11  | Kanada             | AB       | Desiree Scott    |
| 13  | Vereinigte Staaten | AB       | Brittany Taylor  |

| Nr. |                    | Position | Name               |
| --- | ------------------ | -------- | ------------------ |
| 14  | Vereinigte Staaten | ST       | Sydney Leroux      |
| 15  | Vereinigte Staaten | MF       | Erika Tymrak       |
| 17  | Vereinigte Staaten | AB       | Sydney Miramontez  |
| 18  | Vereinigte Staaten | TW       | Nicole Barnhart    |
| 19  | Vereinigte Staaten | TW       | Cat Parkhill       |
| 21  | Vereinigte Staaten | MF       | Caroline Flynn     |
| 25  | Vereinigte Staaten | ST       | Brittany Ratcliffe |
| 31  | Vereinigte Staaten | AB       | Christina Gibbons  |
| 44  | Vereinigte Staaten | MF       | Maegan Kelly       |
| 88  | Vereinigte Staaten | MF       | Alexa Newfield     |

### Trainerstab 2017
- Vlatko Andonovski (Trainer)
- Huw Williams (Technischer Direktor)
- Goran Karadzov (Co-trainer)
- Scott Moody (Athletiktrainer)
- Kelly Miller (Torwarttrainer)

### Gesperrte Trikotnummern
| Nr. | Name           | Position | aktiv     | Sperrungsdatum  |
| 12  | Lauren Holiday | MF/ST    | 2013–2015 | 27. August 2015 |

## Saisonstatistik
| Jahr | Liga | Reguläre Saison | Play-offs          | Zuschauerdurchschnitt 1 | Erfolgreichste Torschützin 1 |
| ---- | ---- | --------------- | ------------------ | ----------------------- | ---------------------------- |
| 2013 | NWSL | 2. Platz        | Halbfinale         | 4.626                   | Lauren Holiday (12)          |
| 2014 | NWSL | 2. Platz        | Sieger             | 2.018                   | Amy Rodriguez (13)           |
| 2015 | NWSL | 3. Platz        | Sieger             | 3.258                   | Amy Rodriguez (6)            |
| 2016 | NWSL | 6. Platz        | nicht qualifiziert | 3.162                   | Shea Groom (8)               |
| 2017 | NWSL | 7. Platz        | nicht qualifiziert | 1.788                   | Sydney Leroux (6)            |

## Erfolge
- US-amerikanischer Meister 2014
- US-amerikanischer Meister 2015